# Flygtningekirkegården (Oksbøl)
Flygtningekirkegården i den østlige del af Aal Plantage ved Oksbøl på Præstegårdsvej blev anlagt i februar 1945. Kirkegården, hvor 1.796 ligger begravet, blev oprettet til flygtninge og soldater, der døde i flygtningelejren i Oksbøl.  I maj 1945 overtog den danske regering Oksbøllejren.
Fra 1945 til 1949 blev der begravet 1247 flygtninge fra Oksbøllejren på kirkegården. Der var også et urnegravsted, som  ikke eksisterer længere. Begravelsen foregik mandag eller torsdag, og lejrens beboere sørgede for, at gravene altid stod velholdte og smukt pyntede. 1953 plejede tidligere beboere gravlunden med trækors og lyng. 
1962 blev kirkegården udvidet med 549 grave, som blev flyttet ind fra andre steder i området efter aftale mellem den danske stat og den tyske forening  Volksbund Deutsche Kriegsgräberfürsorge. De ens rækker af stenkors er anlagt i 1969. På hver side af stenkorset er der anbragt to dødes navne.
Kirkegården er omgivet af en stenmur. Ved indgangen ligger der på et stenbord en oversigt over gravpladserne støbt i bronze. Ved enden af stien står et tre meter højt kors.